# Costantino II di Gallura
Costantino II Spanu (fl. XII secolo) è stato Giudice di Gallura attorno agli anni venti del XII secolo.
Potrebbe essere stato figlio del precedente Giudice Ittocorre di Gallura, ma le prove documentarie risultano ancor insufficienti per stabilire una corretta successione sul trono giudicale.
Di Costantino si hanno pochissime notizie, tra queste la stipula un patto di alleanza con la Repubblica di Pisa, sottoscritto nel 1131.

## Fonti
- Caravale, Mario (ed). Dizionario Biografico degli Italiani: XXVII Collenuccio – Confortini. Rome, 1982.